# Ельдрід Лунден
Ельдрід Лунден (норв. Eldrid Lunden; 5 жовтня 1940, Неустдал) — норвезька поетеса-модерністка, професорка письменницької майстерності.

## Біографія
Ельдрід Лунден народилася 5 жовтня 1940 року в комуні Неустдал. Її батько, Людвік Лунден (норв. Ludvik Lunden, 1897—1989), вів невелике господарство і працював на будівництві, а мати, Хільда Індреквам (норв. Hilda Indrekvam, 1901—1998), була домогосподаркою.
Ельдрід Лунден залишила рідну домівку у 14-річному віці, щоб продовжити навчання. Через декілька років, поєднуючи навчання з різними заробітками, вона отримала атестат гімназії. У 1961 році Ельдрід продовжила навчання в Університеті Осло, одночасно працюючи асистенткою метеоролога в Метеорологічному інституті.
Вона викладала в середній школі та коледжі. У 1982 році Лунден створила Академію письменницької майстерності при Університетському коледжі Телемарка. Вона стала її керівницею і працювала там професоркою письменницької майстерності. Ця школа професійних письменників стала першим навчальним закладом такого типу в Скандинавії.
Ельдрід Лунден керувала Академією 29 років, аж до досягнення 70-річного віку. Вона також обіймала редакторські посади в різних літературних журналах, зокрема в шведському «Café Existens», і була відомою театральною оглядачкою.
У жовтні 2010 року влада Неустдала влаштувала урочистості на честь 70-річчя Ельдрід Лунден і 80-річчя Корі Лундена.

## Творчість
Літературний дебют Ельдрід Лунден відбувся 1968 року, коли вона ще була студенткою Університету Осло. Її перша збірка «f.eks. juli» вийшла тематично й стилістично неоднорідною. Конфлікт, напруженість і тривога є лейтмотивами збірки. У віршах описано пейзажі західного узбережжя Норвегії, сцени з дитинства, спілкування з природою тощо. Письменниця творить новонорвезькою мовою.
Ельдрід Лунден опублікувала десять збірок віршів і вважається критиками та пресою однією з ключових постатей сучасної норвезької поезії. Її твори посіли помітне місце в літературному процесі, викликаючи інтерес як у прихильників, так і в критиків.
На творчість Лунден вплинули Едіт Седергран і, особливо, Халдіс Мурен Весос, яка також писала новонорвезькою. Її поезія зазнала впливу фемінізму другої хвилі (1960—1970-х років). Політична складова віршів і есе Лунден часто має провокаційний і критичний характер. У своїх віршах, есе, інтерв'ю та літературній критиці вона приділяє особливу увагу проблематиці статі.

## Родина
Чоловік Ельдрід Лунден — шведський письменник і літературознавець Рейдар Екнер (Рейдар Екнер, нар. 25 липня 1929 року). Вони одружилися 31 грудня 1994 року.
Старший брат поетеси — відомий норвезький історик Корі Лунден (Корі Лунден, нар. 8 квітня 1930 року). У Ельдрід також є два брати — Стейнар і Улав, а також сестра Дагунн.

## Нагороди
- 1982: Премія «За літературу новонорвезькою»[no] — за збірку віршів.
- 1984: Премія фонду вікарія Альфреда Андерссона-Рюстса[no].
- 1989: Премія Доблоуга.
- 1992: Премія видавництва «Аскехоуг».
- 1997: Премія Мельсома.
- 2000: Почесна премія Браґі[no].
- 2000: Премія Амалії Скрам[no].
- 2005: Премія Мадса Вієля Нюгора[no].